# Paso de los Indios, Mexiko
Paso de los Indios är en ort i Mexiko.   Den ligger i kommunen Texistepec och delstaten Veracruz, i den sydöstra delen av landet, 500 km öster om huvudstaden Mexico City. Paso de los Indios ligger 9 meter över havet och antalet invånare är 108.
Terrängen runt Paso de los Indios är platt, och sluttar österut. Runt Paso de los Indios är det ganska glesbefolkat, med 30 invånare per kvadratkilometer. Närmaste större samhälle är Oluta, 17,6 km nordväst om Paso de los Indios. Trakten runt Paso de los Indios består till största delen av jordbruksmark.